# Di corno o d'oro
Di corno o d'oro è una raccolta di nove racconti di Laura Pariani, sua opera d'esordio nella narrativa pubblicata da Sellerio (collana “La memoria”) nel 1993 e finalista l'anno seguente al Premio Grinzane Cavour.
Il racconto eponimo del volume narra di Carlén, la cui vita di emigrato è esposta per quadri e a ritroso, dalla morte nel 1890 in una remota località tra l'Argentina e la Bolivia fino alla nascita nel 1855 nella valle del Ticino.